# ピエール・ルポートル (彫刻家)
ピエール・ルポートル（Pierre Lepautre、1659年3月4日 - 1744年1月22日 ）は、フランスの彫刻家である。

## 略歴
パリで生まれた。建築家、版画家のジャン・ルポートル(Jean Lepautre: 1618-1682)と建築家、調度品のデザイナーンのアントワーヌ・ルポートル(Antoine Lepautre: 1621–1679)の兄弟らが含まれる有名な美術家の一族の出身である。父親は石彫家のジャン・ルポートル"・ル・ジュヌ"(Jean Lepautre le Jeune) で兄に版画家のジャック・ルポートル(Jacques Lepautre)がいる。一族にはピエール・ルポートルと同名の装飾デザイナー、版画家のピエール・ルポートル（Pierre Lepautre: 1652-1716)がいる。
彫刻家のピエール・ウティノー(Pierre Hutinot: 1616-1679)が名付け親で、ピエール・ルポートルも彫刻の道に進んだ。王立絵画彫刻アカデミーで学び、1683年にローマ賞を受賞し、イタリアに留学し、1701年まで在ローマ・フランス・アカデミーで修行した。
この頃、ローマで制作し、パリに送った作品の中には、発掘されたばかりの古代彫刻を元に制作した「山羊と少年(Le Faune au chevreau) 」（1685年作）などがある。パリに戻ると多くの注文を受けるようになり、1705年から1710年の間は、ルイ14世の王室建築家のジュール・アルドゥアン＝マンサールの指揮下でベルサイユ宮殿の礼拝堂やテュイルリー宮殿の庭園などの装飾彫刻を制作した。
彫刻家としての名声を得てパリの美術家組合のアカデミー・ド・サン＝リュック(Académie de Saint-Luc）の校長も務めた。

## 作品

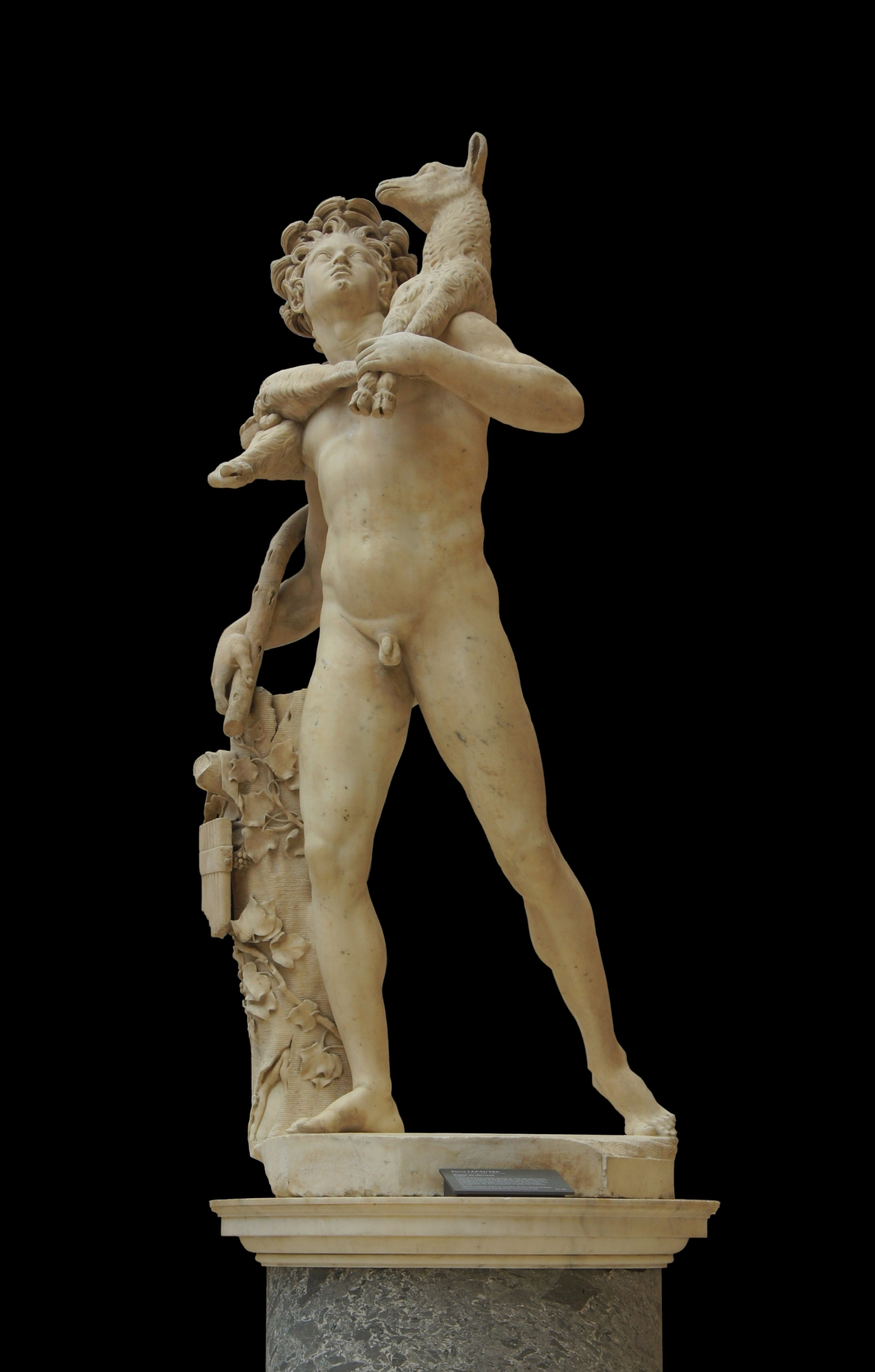
「山羊とファウヌス 」 (1685) ルーブル美術館蔵
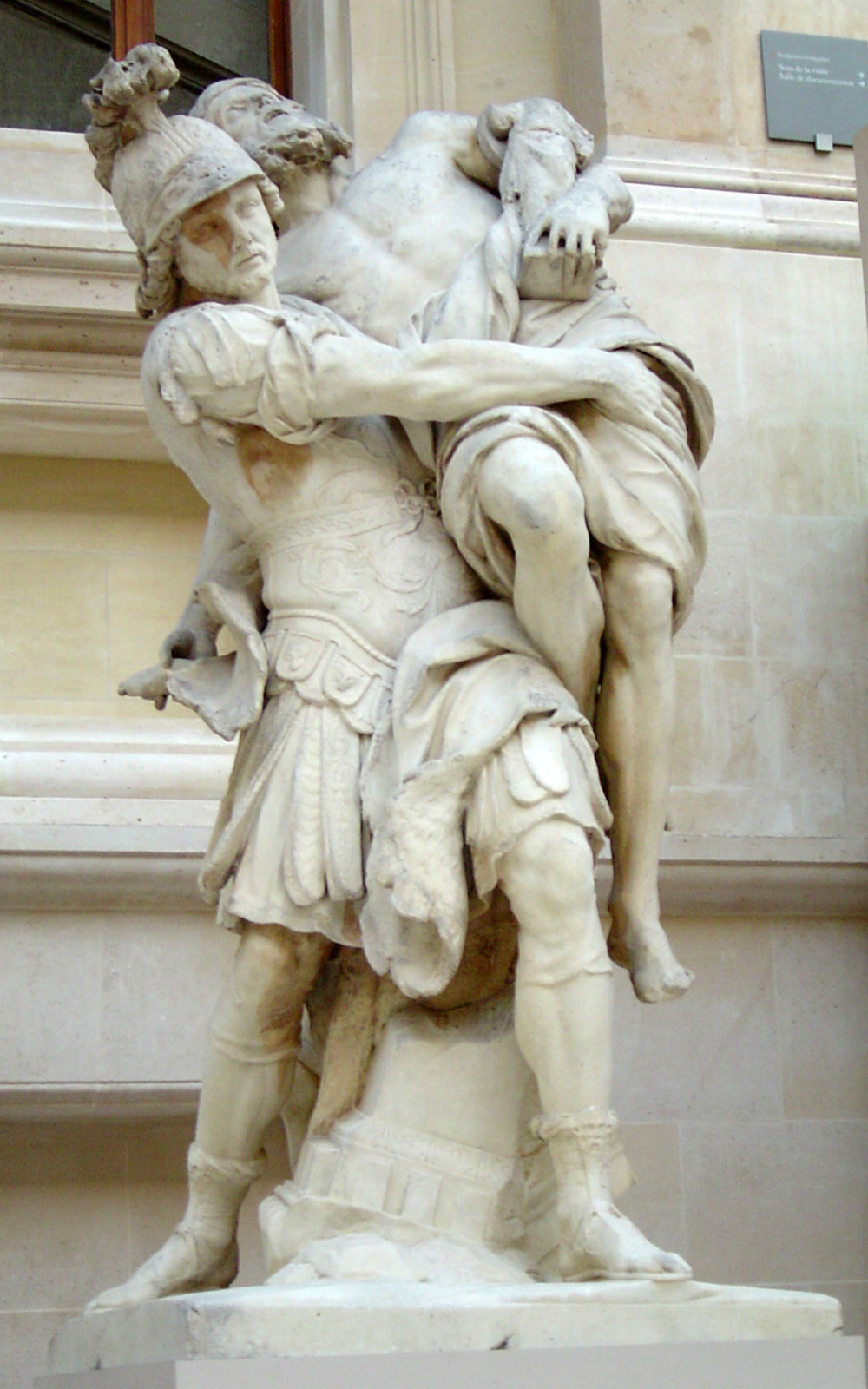
「アイネイアースに背負われてトロイヤを脱出するアンキーセース」(c.1697) ルーブル美術館蔵
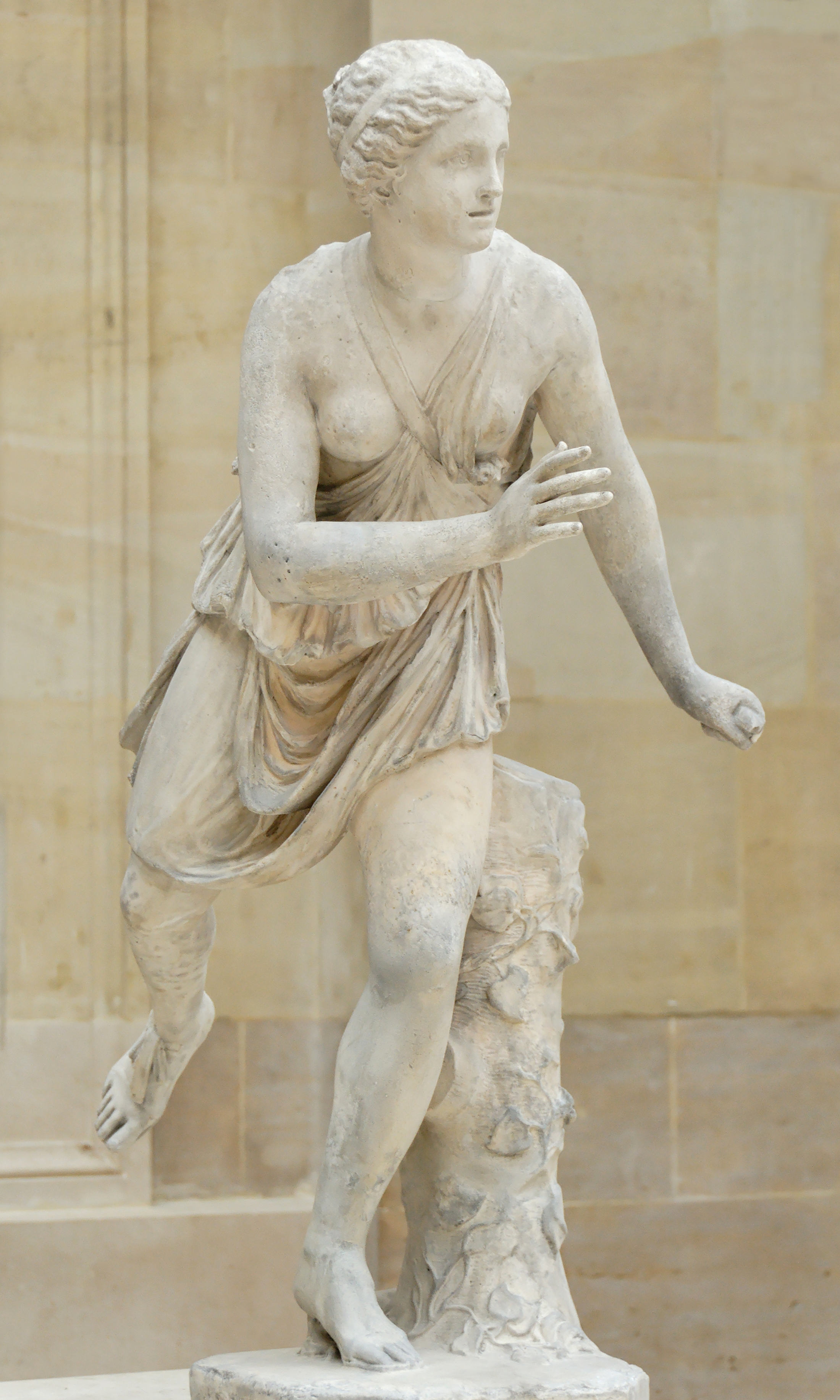
アタランテー(c.1704) ルーブル美術館蔵
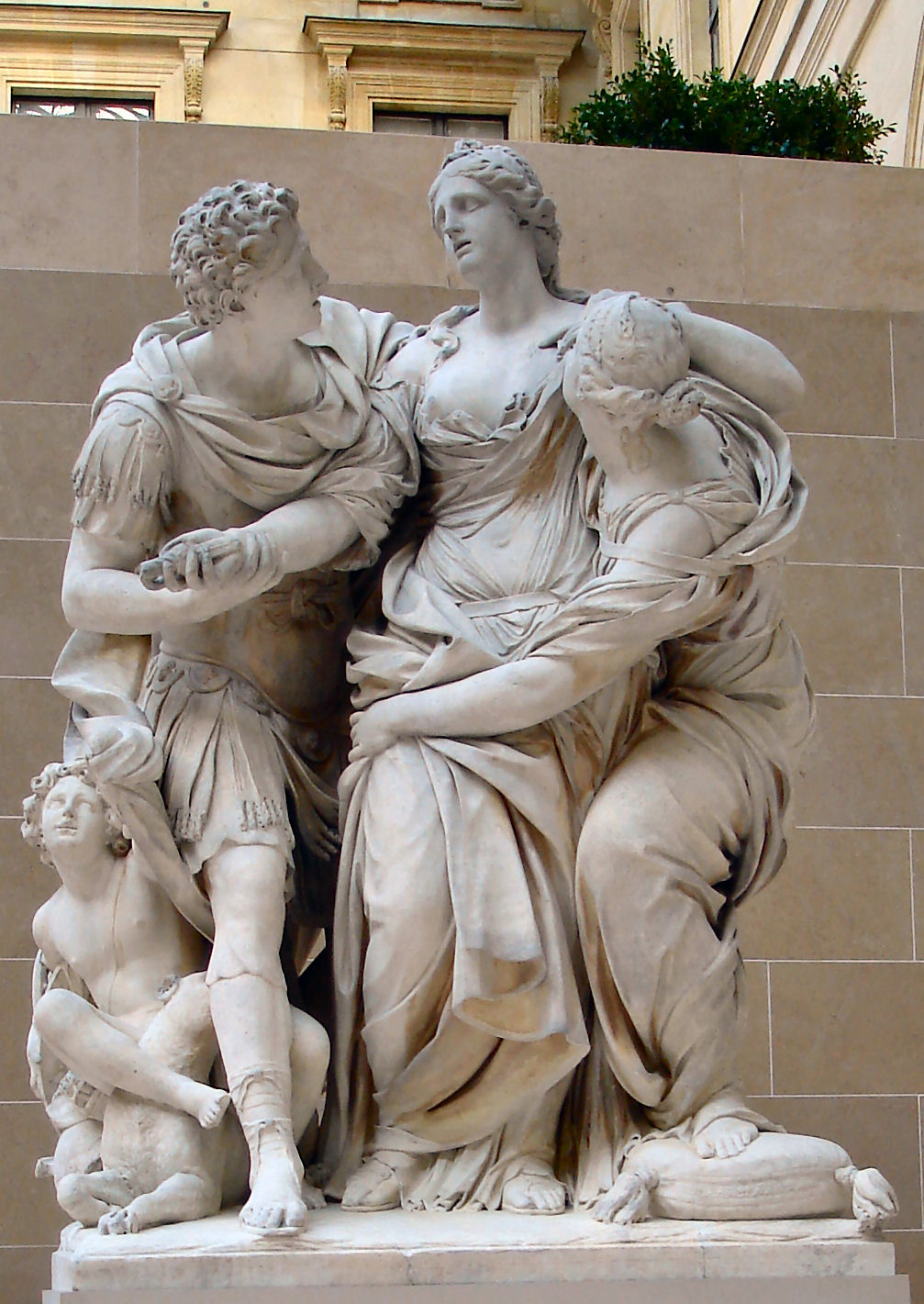
Jean-Baptiste Théodonと共作、「Arria et Poetus」